# Lokot’ Island
Lokot’ Island (englisch; russisch Остров Локоть Ostrow Lokot, deutsch ‚Ellbogen-Insel‘) ist eine Insel vor der Ingrid-Christensen-Küste des ostantarktischen Prinzessin-Elisabeth-Lands. In der Gruppe der Rauer-Inseln liegt sie 3 km nordnordöstlich des nördlichen Ausläufers von Torckler Island.
Wissenschaftler einer sowjetischen Antarktisexpedition kartierten und benannten sie im Jahr 1956. Das Antarctic Names Committee of Australia übertrug diese Benennung in einer transkribierten Teilübersetzung ins Englische.